# Anello intorno al Sole
Anello intorno al Sole (Ring Around the Sun) è un racconto di fantascienza di Isaac Asimov pubblicato per la prima volta nel 1940 nel numero di marzo della rivista Future Fiction.

## Storia editoriale
Asimov scrisse Anello intorno al sole nell'agosto del 1938 e la propose a John W. Campbell, il direttore di Astounding Science Fiction. Il racconto venne rifiutato da Astounding e successivamente anche da Thrilling Wonder Stories, mentre venne accettato da Future Fiction nel febbraio del 1939; uscì in edicola l'anno successivo e fruttò ad Asimov un compenso di venticinque dollari.
Successivamente è stato incluso in varie antologie, tra cui Asimov Story (The Early Asimov) del 1972.
Asimov scrisse il racconto pensandolo come il primo di una serie con protagonisti Jimmy Turner e Roy Snead, che però non completò mai, avendo perso interesse per i due personaggi. In compenso anni dopo creò un'altra coppia, Powell e Donovan, che sarebbe diventata protagonista di una serie di suoi racconti.
Il racconto è stato pubblicato varie volte in italiano a partire dal 1973.

## Trama
Turner e Snead sono a loro dire i migliori piloti del Servizio Postale dello Spazio Unito. Viene loro affidato il compito di pilotare una nuova astronave, la Helios, per la consegna della posta dalla Terra a Venere. La Helios è equipaggiata con un nuovo campo di forza che le permette di deflettere la radiazione solare, e in tal modo le è possibile passare a sole venti milioni di miglia dal Sole, accorciando i tempi di viaggio dai normali sei a due mesi.
Il campo si attiva automaticamente quando la nave si avvicina al Sole, ma I due piloti scoprono con angoscia che, in assenza di radiazione solare, la temperatura a bordo della nave continua a scendere. Lo scudo deflettore rimane attivo finché si trovano nelle vicinanze del Sole e per quando si disattiva la temperatura a bordo è crollata fino a meno quaranta gradi Fahrenheit.
Quando Turner e Snead finalmente raggiungono Venere sono furibondi e minacciano di aggredire il loro supervisore. Costui spiega loro che, se avessero letto le istruzioni scritte che gli aveva lasciato, avrebbero saputo che era possibile regolare l'intensità dello scudo deflettore, permettendo a parte della radiazione solare di penetrare nella nave e mantenendo così la temperatura interna a un livello normale.

## Edizioni
- (EN) Isaac Asimov, Ring Around the Sun, in Future Fiction, 1ª ed., Double Action Magazines, marzo 1940.
- Isaac Asimov, L'anello intorno al Sole, in Asimov Story n.1, Urania, n. 625, Milano, Mondadori, 1973.